# Brezna (Priboj)
Pour les articles homonymes, voir Brezna.
Brezna (en serbe cyrillique : Брезна) est un village de Serbie situé dans la municipalité de Priboj, district de Zlatibor. Au recensement de 2011, il comptait 26 habitants.

## Démographie
| 1948 | 1953 | 1961 | 1971 | 1981 | 1991 | 2002 | 2011 |
| ---- | ---- | ---- | ---- | ---- | ---- | ---- | ---- |
| 316  | 365  | 309  | 313  | 214  | 135  | 60   | 26   |

|  |